# قانون تسجيل السكان لعام 1950
قانون تسجيل السكان لعام 1950 كان يتطلب أن يتم تصنيف كل مواطن في جنوب إفريقيا وتسجيله وفقًا لخصائصه العرقية كجزء من نظام الفصل العنصري .   
تم تحديد الحقوق الاجتماعية والحقوق السياسية والفرص التعليمية والوضع الاقتصادي إلى حد كبير من قبل المجموعة التي ينتمي إليها الفرد. كان هناك ثلاثة تصنيفات عرقية أساسية بموجب القانون: أسود وأبيض وملون ( أو مختلط). الهنود (أي ، جنوب آسيا من الهند البريطانية السابقة ، وأحفادهم) أضيفوا لاحقًا كتصنيف منفصل حيث كان يُنظر إليهم على أنهم "ليس لديهم حق تاريخي في البلاد".
ألغى برلمان جنوب أفريقيا القانون في 17 يونيو 1991. ومع ذلك ، لا تزال الفئات العرقية المحددة في القانون متأصلة في ثقافة جنوب إفريقيا     ولا تزال تشكل أساسًا لبعض السياسات والإحصاءات الرسمية التي تهدف إلى تصحيح الاختلالات الاقتصادية السابقة من أجل تمكين الفئات الأقل حظا في البلاد